# Dániel Gazdag
Dániel Gazdag, né le 2 mars 1996 à Nyíregyháza, est un footballeur international hongrois. Il joue au poste de milieu offensif au Crew de Columbus en MLS.

## Biographie

### Carrière en club
Dániel Gazdag commence le football à l'âge de cinq ans à Petneháza, puis il rejoint le Nyírsuli à Nyíregyháza. Puis en 2010, il rejoint l'académie du Budapest Honvéd. Durant la saison 2013-2014, il intègre la réserve du Budapest Honvéd qui évolue en troisième division hongroise.
Le 26 septembre 2014, il fait ses débuts en professionnel, lors de la neuvième journée de Nemzeti Bajnokság I face au Pécsi MFC, remplaçant Cristian Portilla (défaite 1-2). À la fin de la saison, il signe un nouveau contrat de quatre ans avec les Mighty Magyars.
Il remporte le championnat de Hongrie en 2017. Le 21 mai 2019, il signe un nouveau contrat de trois ans avec les Mighty Magyars. Puis, le 3 juin 2020, il remporte la coupe de Hongrie face au Mezőkövesd-Zsóry SE (2-1).
Après avoir fait ses preuves en équipe première, il quitte la Hongrie pour l'Amérique et rejoint le Union de Philadelphie le 11 mai 2021. Il signe un contrat de deux ans avec deux années supplémentaire en option, pour un montant de 1,82 million de dollars. En avril 2025, il quitte le club après quatre ans au sein du club.
Le 11 avril 2025, il rejoint un autre club de MLS, le Crew de Columbus pour la saison 2025 avec une année supplémentaire en option.

### Carrière internationale
Le 25 mai 2018, Dániel Gazdag est convoqué pour la première fois en équipe de Hongrie par le sélectionneur national Georges Leekens, pour deux matchs amicaux contre la Biélorussie puis face à l'Australie, mais n'entre pas en jeu.
Il honore sa première sélection lors d'un match amical contre le Monténégro le 5 septembre 2019 (défaite 1-2). Il inscrit son premier but contre Andorre le 31 mars 2021 dans le cadre des éliminatoires de la Coupe du monde 2022.
Le 1er juin 2021, il est retenu dans la liste des 26 joueurs hongrois du sélectionneur Marco Rossi pour participer à l'Euro 2020,, mais il ne dispute aucun match lors du tournoi en raison d'une blessure au genou droit,.
En mai 2024, il est sélectionné par Marco Rossi pour participer à l'Euro 2024 avec la Hongrie.

## Palmarès
Budapest Honvéd
- Champion de Hongrie en 2017
- Vainqueur de la Coupe de Hongrie en 2020